# Jan Kazanowski (zm. 1591)
Jan Kazanowski herbu Grzymała (zm. 1591) – sędzia ziemski łukowski w latach 1589-1591, podsędek łukowski w 1579 roku.
Pierwotnie pleban w miejscowości Kozirynek (obecnie Radzyń Podlaski), członek wspólnoty braci polskich. Pisał się z Czeberowa.
Ojciec jego Bartłomiej Kazanowski dał mu staranne wykształcenie prawnicze i teologiczne. Matką jego była Katarzyna Markuszowska. Jako kalwiński proboszcz, w 1555 roku przekształcił kościół katolicki w Radzyniu na zbór kalwiński. Wzniósł także nowy zbór w Żabikowie. Ożenił się z Dorotą Jacimierską. Był ojcem Jana Kazanowskiego - rokoszanina. Bratankiem jego był Marcin Kazanowski (ok. 1563–1636) – hetman polny koronny.
Poseł województwa lubelskiego na sejm 1578 roku, sejm pacyfikacyjny 1589 roku.